# Jacques Édouard Leclerc
Pour les articles homonymes, voir Jacques Leclerc et Leclerc.
Jacques Édouard Leclerc est un homme politique français né le 18 octobre 1767 à Falaise (Calvados) et mort le 2 juillet 1852 à La Hoguette (Calvados).

## Biographie
Président du tribunal de commerce de Falaise, il est député du Calvados de 1827 à 1831 et de 1837 à 1842, siégeant à gauche. Il est signataire de l'adresse des 221 et soutient la Monarchie de Juillet. Il est pair de France de 1845 à 1848.

## Sources
- « Jacques Édouard Leclerc », dans Adolphe Robert et Gaston Cougny, Dictionnaire des parlementaires français, Edgar Bourloton, 1889-1891 [détail de l’édition] [texte sur Sycomore]